# Гриндејл (Висконсин)
Гриндејл (енгл. Greendale) град је у америчкој савезној држави Висконсин.

## Демографија
По попису из 2010. године број становника је 14.046, што је 359 (-2,5%) становника мање него 2000. године.
| Група             | 2000.          | 2010.          |
| Белци             | 13.607 (94,5%) | 12.574 (89,5%) |
| Афроамериканци    | 41 (0,3%)      | 170 (1,2%)     |
| Азијати           | 296 (2,1%)     | 434 (3,1%)     |
| Хиспаноамериканци | 340 (2,4%)     | 667 (4,7%)     |
| Укупно            | 14.405         | 14.046         |